# غار بیزجان
غار بیزجان مربوط به دوران پیش از تاریخ ایران باستان است و در شهرستان مرودشت، بخش درودزن، روستای بیزجان واقع شده و این اثر در تاریخ ۱۲ بهمن ۱۳۸۱ با شمارهٔ ثبت ۷۳۱۸ به‌عنوان یکی از آثار ملی ایران به ثبت رسیده است.